# Daniel Jensen
Daniel Jensen (* 25. Juni 1979 in Kopenhagen) ist ein ehemaliger dänischer Fußballspieler.

## Karriere

### Vereine

#### Frühe Karriere (1996–2004)
Jensen begann seine Karriere bei B.93 Kopenhagen in Dänemark. Sein Profidebüt gab er im Jahr 1996 und wechselte zwei Jahre später zum SC Heerenveen in die niederländische Eredivisie. Beim SC Heerenveen, mit dem er in der Saison 2000/01 auch in der Champions League spielte, erhielt er die nötige taktische Schulung. Nach über 100 Spielen wechselte er im Jahr 2003 ablösefrei zum spanischen Aufsteiger Real Murcia in die Primera División. Dort erhielt er einen Einjahresvertrag. Er hatte sich mit den Worten „Lieber in Spanien in der ersten Liga spielen, als in Italien in der Serie B.“ gegen einen Wechsel zu Atalanta Bergamo entschieden. In dieser Spielzeit sah Jensen dreimal die Rote Karte. Nachdem Real Murcia als Tabellenletzter wieder abgestiegen war, wollte Jensen den Verein wieder verlassen. Dieser machte jedoch von einer festgeschriebenen Vertragsverlängerung Gebrauch, sodass für Jensen, für den es eine Reihe von Interessenten aus Deutschland gab, eine Ablöse fällig war.

#### Höhen und Tiefen in Bremen (2004–2011)
Im Juli 2004 wechselte Jensen in die Bundesliga zum SV Werder Bremen, der in der Vorsaison deutscher Meister und Pokalsieger geworden war. Am 22. Januar 2008 verlängerte er nach einer überragenden Hinrunde seine Vertragslaufzeit bis zum 30. Juni 2011. Am 11. Mai 2011 wurde Jensen nach kritischen Äußerungen über Trainer Thomas Schaaf mit sofortiger Wirkung suspendiert, nachdem ihn dieser für das Spiel gegen Borussia Dortmund nicht berücksichtigt hatte. Es wäre die letzte Möglichkeit für Jensen gewesen, ein Heimspiel für Werder zu bestreiten, da sein Vertrag nach der Saison endete.

#### Novara Calcio (2011–2012)
Nach einem halben Jahr ohne Verein wurde Jensen vom Serie-A-Klub und damaligem Aufsteiger Novara Calcio bis Ende Juni 2013 verpflichtet. Nach dem Abstieg 2012 wurde er von seinem Arbeitgeber nicht für den Spielbetrieb in der Serie B gemeldet. Jensen, der von dieser Entscheidung überrascht wurde, erhielt die Möglichkeit zugesichert, den Verein nach der Hinrunde zu verlassen. Am 4. November 2012 wurde der bis zum 30. Juni 2013 laufende Vertrag mit Novara einvernehmlich aufgelöst.

#### FC Kopenhagen (2013)
Am 19. Januar 2013 kehrte Jensen nach Dänemark zum FC Kopenhagen zurück. Er gab sein Debüt für die Kopenhagener am 3. März 2013, als er am 21. Spieltag der Superliga gegen Odense BK in der Anfangsformation stand und nach 71 Minuten ausgewechselt wurde. Für den dänischen Rekordmeister kam er auf zehn Punktspieleinsätze. Zum Saisonende wurde er mit dem Klub dänischer Meister. Nach dem Ende der Saison verließ er den Verein und wurde vereinslos.

#### SönderjyskE (2013–2015)
Nach viermonatiger Vereinslosigkeit unterschrieb Jensen einen Einjahresvertrag mit Sønderjysk Elitesport, welcher 2014 verlängert wurde.

#### Lyngby BK (2015–2016)
Als Jensens Vertrag nach Abschluss der Saison 2014/15 nicht verlängert worden war, fand er im dänischen Zweitligisten Lyngby BK einen neuen Arbeitgeber, bei dem er einen Einjahresvertrag unterzeichnete. Nach Auslaufen des Vertrages beendete er seine Karriere.

### Nationalmannschaft
Sein erstes Länderspiel für die Nationalmannschaft Dänemarks absolvierte Jensen unter Morten Olsen am 13. Februar 2002 beim 1:0-Sieg in Riad gegen Saudi-Arabien. Er wurde allerdings nicht in den dänischen Kader zur WM 2002 nominiert. Über viele Monate gab es zwischen Nationaltrainer Olsen und Jensen Funkstille. Der in Kopenhagen geborene Mittelfeldspieler gestand, dass er „eigentlich nicht viel über die lange Pause in der Nationalmannschaft“ dachte und war der Meinung, dass er sich „voll auf den Verein konzentriert“ habe und Länderspiele laut eigener Aussage „immer nach guten Leistungen in der Liga“ folgen. Seine Rückkehr in der Nationalmannschaft feierte er im November 2003, als er im Freundschaftsspiel gegen England im Old-Trafford-Stadion in Manchester zum Einsatz kam und Anteil am 3:2-Sieg gegen die Mannschaft um David Beckham hatte. In der Folgezeit nahm er an der EM 2004 teil und war auch danach eine feste Größe in der Nationalmannschaft.
In der Qualifikation zur WM 2006 kam er in sechs Spielen zum Einsatz, jedoch konnte man sich für besagtes Turnier nicht qualifizieren da man nur den dritten Platz hinter der Ukraine und der Türkei belegte. In der Qualifikation zur EM 2008 reichte es auch nur zum vierten Platz hinter Spanien, Schweden und Nordirland. Jensen kam in der Qualifikation zum Endturnier zu zehn Einsätzen und erzielte ein Tor. In der Qualifikation zur WM 2010 kam Jensen in sechs Spielen zum Einsatz. Jensen hatte mit seinem 3:2-Siegtreffer im zweiten Qualifikationsspiel am 10. September 2008 im José-Alvalade-Stadion zu Lissabon gegen Portugal Anteil am ersten Platz vor den favorisierten Lusitaniern, die dann in die Relegation mussten.
Am 28. Mai 2010 wurde Jensen von Morten Olsen für den dänischen WM-Kader nominiert. Im Wettbewerb wurde Jensen im zweiten Gruppenspiel gegen Kamerun eingewechselt. Dänemark schied als Gruppendritter hinter den späteren Vize-Weltmeistern aus den Niederlanden und Japan aus. In der Qualifikation zur EM 2012 kam Jensen zu einem einzigen Einsatz. Sein letztes Länderspiel machte Jensen am 17. November 2010, als er beim 0:0-Unentschieden im Freundschaftsspiel in Aarhus gegen Tschechien in der Anfangsformation stand und nach 28 Minuten durch Martin Jørgensen ersetzt wurde.

## Privat
Daniel Jensen ist verheiratet mit Nicole und hat zwei Kinder, eine Tochter und einen Sohn. Sein älterer Bruder Niclas war ebenfalls Fußballprofi und ist heute als Berater tätig.

## Erfolge
- Deutscher Vize-Meister: 2006, 2008
- DFL-Ligapokal-Sieger: 2006
- UEFA-Pokal-Finalist: 2009
- DFB-Pokal-Sieger: 2009
- DFB-Pokalfinalist 2010 mit Werder Bremen
- Dänische Meisterschaft: 2013